# The Heirs
The Heirs este un film serial sud-coreean din anul 2013 produs de postul SBS.

## Distribuție
- Lee Min-ho - Kim Tan
- Park Shin-hye - Cha Eun-sang
- Kim Woo-bin - Choi Young-do